# Comuna Stankiv, Strîi
Stankiv (în ucraineană Станків) este o comună în raionul Strîi, regiunea Liov, Ucraina, formată din satele Dovhe, Falîș, Pîla și Stankiv (reședința).

## Demografie
Componența lingvistică a comunei Stankiv
     Ucraineană (99,56%)
     Alte limbi (0,34%)
Conform recensământului din 2001, majoritatea populației comunei Stankiv era vorbitoare de ucraineană (99,56%), existând în minoritate și vorbitori de alte limbi.